# Dmytro Vitovsky
Dmytro Vitovsky (en ukrainien : Дмитро Вітовський) est un homme politique et chef militaire ukrainien, né le 8 novembre 1887 à Medukha (en), royaume de Galicie et de Lodomérie, et mort le 8 juillet 1919 à Racibórz, Silésie, Allemagne.

## Biographie

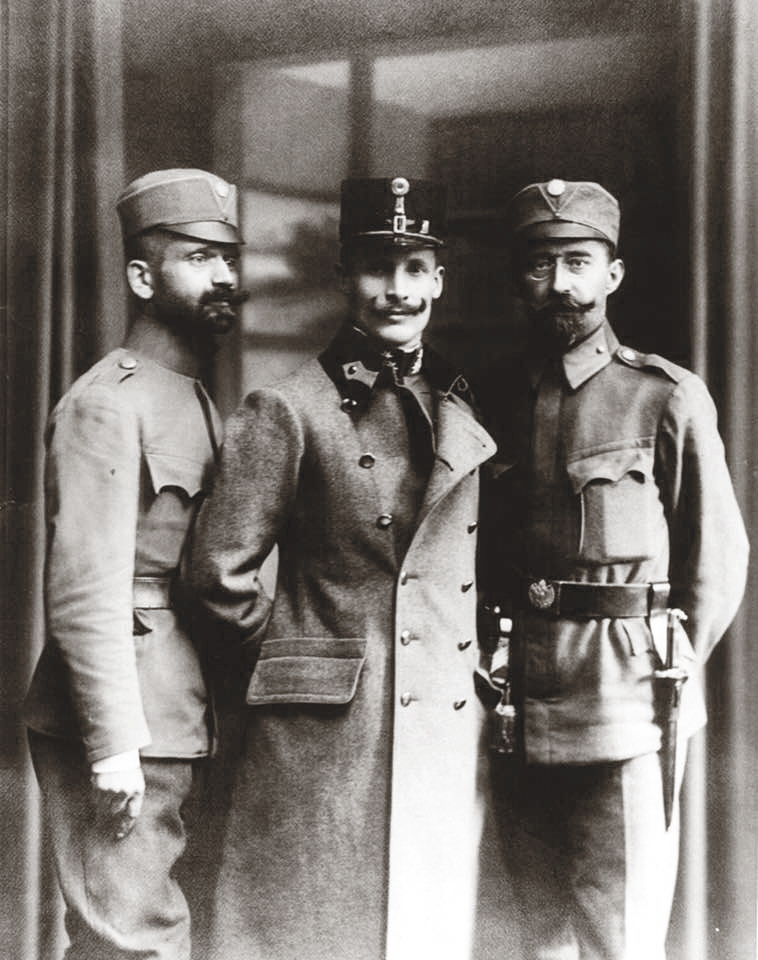
Dmytro Vitovsky, premier commandant de l'armée ukrainienne de Galicie, flanqué de deux officiers, en 1918.

Vitovsky naît dans une famille de la noblesse ukrainienne, dans le village de Medukha en Galicie (aujourd'hui raion de Halych). Il étudie à la faculté de droit de l'université de Lviv. Il rejoint le Parti radical ukrainien et organise des groupes de fusiliers et d'éclaireurs, qui deviennent ensuite l'embryon de l'armée galicienne régulière.
Il commence sa carrière militaire active en 1914 en participant à des combats dans le massif des Carpates, et devient un idéologue de la pensée politique militaire ukrainienne. En 1916-1917, il est commissaire militaire en Volhynie où il organise des écoles ukrainiennes. Il est également cofondateur de la fondation Striletsky, et crée Shliakhy (en français, « Les Chemins »), le journal officiel des fusiliers Sich ukrainiens (en). Il devient commandant de compagnie dans la Légion des fusiliers et effectue des missions de guérilla.
Vers la fin de la Première Guerre mondiale, Vitovsky est nommé président du Comité militaire ukrainien et organise la prise de Lviv. Il devient le premier commandant en chef de l'armée ukrainienne de Galicie, du 1er au 5 novembre 1918. La semaine suivante, il est nommé secrétaire d'État aux Forces armées dans le gouvernement de Kost Levytsky. Le 1er janvier 1919, il est promu colonel. En février 1919 en tant que membre de la Rada nationale ukrainienne (en), il participe à la conférence de la paix de Paris. Rentrant en Ukraine, il périt dans un accident d'avion, le 2 août 1919. Il est inhumé à Berlin, le 14 août 1919. Son corps est rapatrié à Lviv, au cimetière de Lytchakiv, le 1er novembre 2002.

## Honneurs
La 102e brigade de défense territoriale ukrainienne porte son nom.